# Лужа (Білорусь)
Лужа (біл. вёска Лужа) — село в складі Крупського району Мінської області, Білорусь. Село підпорядковане Ігрушківській сільській раді, розташоване в східній частині області.